# Breaker Morant (film)
Breaker Morant is een Australische oorlogsfilm uit 1980 onder regie van Bruce Beresford, gebaseerd op het gelijknamige toneelstuk van Kenneth G. Ross.

## Verhaal
De film is gebaseerd op het waargebeurde verhaal van Breaker Morant, een Australische soldaat in Britse dienst tijdens de Tweede Boerenoorlog. Na de executie van enkele gevangengenomen Boeren en een Duitse missionaris moeten Morant en twee van zijn collega's voor de Britse krijgsraad verschijnen.

## Rolverdeling
| Acteur                 | Personage                  |
| ---------------------- | -------------------------- |
| Edward Woodward        | Lt. Harry "Breaker" Morant |
| Bryan Brown            | Lt. Peter Handcock         |
| Lewis Fitz-Gerald      | Lt. George Witton          |
| Jack Thompson          | Maj. J.F. Thomas           |
| John Waters            | Kapt. Alfred Taylor        |
| Rod Mullinar           | Maj. Charles Bolton        |
| Charles 'Bud' Tingwell | Lt. Kol. Denny             |
| Terence Donovan        | Kapt. Simon Hunt           |
| Alan Cassell           | Lord Kitchener             |
| Vincent Ball           | Kol. Hamilton              |
| Ray Meagher            | Sgt. Maj. Drummond         |
| Chris Haywood          | Kpl. Sharp                 |
| Russell Kiefel         | Christiaan Botha           |
| Rob Steele             | Kapt. Robertson            |
| Chris Smith            | Sgt. Cameron               |

## Ontvangst
Op de recensiewebsite Rotten Tomatoes zijn 21 recensies van Breaker Morant verzameld waarvan 100% de film positief beoordelen.